# Marek Kijewski

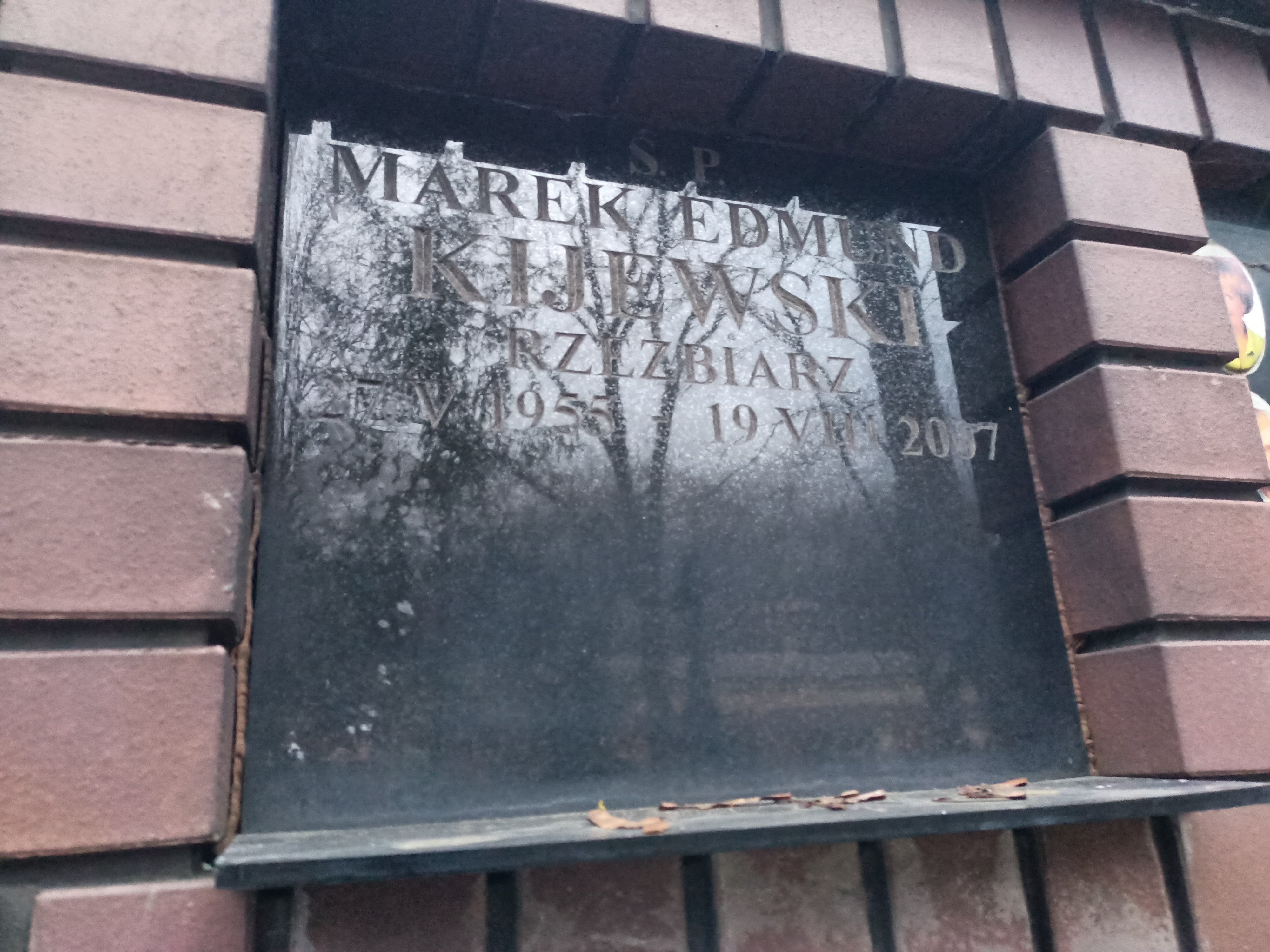
Grób Marka Kijewskiego na Cmentarzu Powązkowskim

Marek Kijewski (ur. 27 maja 1955 w Gdańsku, zm. 19 sierpnia 2007 w Warszawie) – polski artysta rzeźbiarz.

## Życiorys
W latach 1975–1979 studiował w Państwowej Wyższej Szkole Sztuk Plastycznych w Gdańsku (obecnie Akademia Sztuk Pięknych w Gdańsku) na kierunku rzeźba. Absolwent Wydziału Rzeźby Akademii Sztuk Pięknych w Warszawie, gdzie studiował w latach 1981-1985, uzyskując dyplom pod kierunkiem prof. Jerzego Jarnuszkiewicza, twórcy Pomnika Małego Powstańca w Warszawie. Wraz z Mirosławem Bałką i Mirosławem Filonikiem współtworzył w latach 1985-1987 jedną z najważniejszych polskich grup artystycznych lat 80. XX wieku – Świadomość Neue Bieriemiennost. W tym okresie tworzył głównie prace figuratywne związane z nurtem tak zwanej Nowej Ekspresji. Od 1987 r. zaczął wykorzystywać w swojej twórczości światło, wprowadził barwy oraz symbolikę często zaczerpniętą z pism teologa prawosławnego Pawła Fłorienskiego.
W latach 90. XX wieku, tematem przewodnim jego prac stała się kultura masowa. Od 1996 r. współpracował ze swoją partnerką życiową Małgorzatą Malinowską „Kocur”. Tworzył w Warszawie. W pracach z tego okresu wykorzystywał skrajnie niepasujące do siebie przedmioty, do najbardziej znanych rzeźb z tego okresu twórczości Kijewskiego należą między innymi: Fred Flintstone z Knossos (praca wykonana z betonu, pianki poliuretanowej, pawich piór, dojrzałych i zielonych jeżyn cukrowych, rogów byka i gumy), Królowa Midas szuka Bugsa (wykonana z klocków lego, betonu, złota i gumy), Jestem w ciąży (wykonana z orzechów włoskich, sklejki i gumy), oraz Portret Johna Cage'a (wykonana z puszek po piwie, marmurowego baranka i gumy). W 1998 r., podczas wystawy Transfer w warszawskiej Królikarni, zaprezentował głośną pracę Portret konny Andy Warhola przedstawiającą słynnego artystę odzianego w tani sweterek z Jarmarku Europa, osadzonego na końskim tułowiu z nogami zebry.
Był uczestnikiem wielu wystaw zbiorowych oraz prezentacji sztuki nurtu niezależnego, jak między innymi Ekspresja lat 80 w Sopocie i Co słychać w Warszawie, gdzie Kijewski zaprezentował kompozycję przestrzenną pod tytułem Rozważania króla Zygmunta III na temat kobiety upadłej na duchu.
Zmarł w wieku 52 lat. Został pochowany 28 sierpnia 2007 r., w kolumbarium cmentarza Powązkowskiego w Warszawie (rząd 29-1).